# Мельникова Євгенія Костянтинівна
Мельникова Євгенія Костянтинівна (1909—2001) — російська радянська актриса театру і кіно. Заслужена артистка РРФСР (1969). Лауреат Державної премії Росії ім. Н. К. Крупської (1984).
Народ. 27 червня 1909 р. в Москві. Закінчила Державний технікум кінематографії (1930).
В 1945—1991 рр. працювала у Театрі-студії кіноактора.
Померла 10 вересня 2001, похована в Москві на Востряковському кладовищі.
Знімалась в картинах: «Токар Алексєєв» (1931), «Льотчики» (1935), «Цирк» (1936, Раєчка), «Перші радощі» (1956), «Справа була в Пенькові» (1957), «Доля людини» (1959), «Коли дерева були великими» (1961), «До побачення, хлопчики» (1964), «Снігова королева» (1966, бабуся), «Діамантова рука» (1968, ліфтерка), «Випадок з Полиніним» (1970), «Сьоме небо» (1971), «Чиполліно» (1973), «Ви мені писали…» (1976), «Не хочу бути дорослим» (1982), «Дикий хміль» (1985); та в українських фільмах: «Аероград» (1935, дружина Глушака) й «Літа молодії» (1942, Катря).
Працювала на дублювання фільмів і озвучуванні мультфільму «Як ослик щастя шукав» (1971, Коза).